# Chiesa di Sant'Antonino Martire (Castelbuono)
La chiesa di Sant'Antonino Martire è un edificio religioso di Castelbuono.

## Storia
La chiesa parrocchiale situata nella parte alta del paese, divenne proprietà dei padri osservanti nel 1606, quando abbandonarono la chiesa del Soccorso o di Santa Maria dell'Aiuto. Da quest'ultima chiesa ricavarono materiali di costruzione e portarono via gli arredi.

## Descrizione
Esempio calzante è la distruzione del chiostro della chiesa del Soccorso, le cui colonnine furono poste nel loggiato sulla fiancata della nuova chiesa e il portale d'ingresso - opere gotiche del XVI secolo.
La struttura originaria, aderente ai gusti francescani di sobrietà esterna e ricchezza interna, è stata totalmente stravolta dai rimaneggiamenti dopo il 1957, quando la chiesa divenne parrocchia. La foga ricostruttrice si arrestò però dinanzi al magnifico portale e alle colonnine binate. La chiesa è stata notevolmente rialzata e arricchita di cornici secondo il gusto geometrico che vigeva in quel periodo. Quasi un frontone classico con le sue cornici si differenzia da quest'ultimo per le aperture - l'oculo e la trifora.
L'alto campanile fu rimaneggiato, innalzato e spostato sulla facciata principale, tra le particolarità i rossi mattoni di cui si compone e i richiami, non fedeli, al medioevo con merli e struttura.   
L'antica chiesa si suddivideva in due parti: la chiesa grande e l'oratorio di Sant'Antonino, andato completamente perduto nei rifacimenti.

## Opere
- XVII secolo ultimo quarto, Crocifisso, manufatto ligneo, opera di frà Benedetto da Petralia.
- XVI secolo metà, Sant'Antonino martire, opera d'ignoto scultore.

## Convento
L'antico convento fu abbattuto per far posto ad un ospedale.